# Boured
Boured (Amazigh: ⴱⵓⵔⴻⴷ, Arabisch: بورد) is een plaats en gemeente in de provincie Taza, in het Rifgebergte in het noordoosten van Marokko. Het ligt in een regio die cultureel en historisch wordt geassocieerd met de Gzenaya-stam.

## Geografie
Boured bevindt zich in een bergachtige omgeving op ongeveer 900 meter hoogte, tussen Aknoul, Aïn Hamra en Tizi Ousli. Het dorp fungeert als regionaal knooppunt voor omliggende landelijke gemeenschappen.

## Geschiedenis
Tijdens de onafhankelijkheidsstrijd van Marokko in de jaren 1950 werd Boured samen met Tizi Ousli en Aknoul bekend als onderdeel van het "Triangle de la mort" (Driehoek des Doods). In deze zone vonden hevige gevechten plaats tussen het Marokkaans Bevrijdingsleger en Franse troepen, vooral rond oktober 1955.
In de Rifoorlog (1921–1926) speelden omliggende gebieden rond Boured eveneens een rol in de opstand onder leiding van Abd el-Krim el Khattabi.

## Economie
De lokale economie steunt voornamelijk op landbouw (olijven, granen) en geldzendingen vanuit Europa. Daarnaast heeft Boured een wekelijkse markt die een belangrijke rol speelt in de handel voor de regio.

## Cultuur
De inwoners van Boured behoren grotendeels tot de Berberse Gzenaya-stam. Tamazight is de meest gesproken taal, naast Darija (Marokkaans Arabisch).